# Các tai nạn vỡ thân Boeing 747
Tính đến tháng 1 năm 2017, tổng cộng 61 máy bay Boeing 747, hoặc chỉ dưới 4% tổng số máy bay 747 được chế tạo, bay đầu tiên vào năm 1970, đã gặp sự cố dẫn đến vỡ thân, có nghĩa là máy bay đã bị hỏng hoặc bị phá hủy hoặc đã bị hư hỏng ngoài việc sửa chữa. Một số máy bay được tuyên bố bị hư hỏng ngoài việc sửa chữa là những chiếc 747 cũ hơn chịu thiệt hại tương đối nhỏ. Nếu những chiếc máy bay này mới hơn, nó có thể có hiệu quả kinh tế để sửa chữa chúng, mặc dù với sự lỗi thời ngày càng tăng của 747, điều này trở nên ít phổ biến hơn. 747 đã liên quan đến các vụ tai nạn dẫn đến số người chết vì tai nạn hàng không cao nhất, số người chết cao nhất trong số các vụ tai nạn máy bay, số người chết cao nhất trong va chạm giữa không trung, như với hầu hết các tai nạn máy bay,gốc rễ của nguyên nhân trong các sự cố này liên quan đến sự hợp lực của nhiều yếu tố liên quan hiếm khi được quy cho sai sót thiết kế của 747 hoặc đặc điểm bay của nó.

## Những năm 1970
- Chuyến bay 93 của Pan Am là tổn thất thân máy bay đầu tiên của một chiếc 747, kết quả của khủng bố sau khi nó bị Mặt trận Bình dân Giải phóng Palestine chiếm quyền điều khiển. Vào ngày 6 tháng 9 năm 1970, chiếc 747-100 mới tinh bay từ Amsterdam, Hà Lan đến New York, Hoa Kỳ đã bị không tặc tấn công và bay đến Beirut, sau đó đến Cairo. Ngay sau khi những hành khách và phi hành đoàn được sơ tán khỏi chiếc 747 sau khi đến Cairo, nó đã bị nổ tung.
- Chuyến bay 404 của Japan Airlines, tổn thất thân máy bay thứ hai của 747, rất giống với lần đầu tiên. Chiếc 747 đã bị không tặc tấn công trên một chuyến bay từ Amsterdam đến Anchorage, Alaska, Hoa Kỳ vào ngày 20 tháng 7 năm 1973, bởi Mặt trận Bình dân Giải phóng Palestine hợp tác với Hồng quân Nhật Bản. Nó đã bay tới Dubai, UAE, sau đó là Damascus, trước khi kết thúc hành trình của mình tại Benghazi. Hành khách và phi hành đoàn đã được thả ra và chiếc 747 bị nổ tung. Một trong những tên không tặc đã chết.
- Chuyến bay 540 của Lufthansa là vụ tai nạn nghiêm trọng đầu tiên của một chiếc 747. Vào ngày 20 tháng 11 năm 1974, nó bị đình trệ và bị rơi sau khi cất cánh từ Nairobi, Kenya. Tai nạn đã giết chết 59 người và 98 người sống sót. Nguyên nhân là do lỗi của kỹ sư máy bay kết hợp với việc thiếu hệ thống cảnh báo đầy đủ.
- Chuyến bay 193 của Air France, một chiếc 747-128 (đăng ký N28888) từ Bombay (nay là Mumbai), Ấn Độ, điểm dừng ở Tel Aviv đến sân bay Paris-Charles de Gaulle, Pháp, đã bốc cháy vào ngày 12 tháng 6 năm 1975, trên mặt đất tại sân bay Santa Cruz ở Bombay, sau khi cất cánh bị hủy bỏ.
- Chuyến bay ULF48 của không quân Cộng hòa Hồi giáo Iran, một chiếc 747 chở hàng, đã bị rơi gần Madrid vào ngày 7 tháng 5 năm 1976, do sự cố cấu trúc của cánh trái trong chuyến bay, giết chết tất cả 17 người trên máy bay. Cuộc điều tra vụ tai nạn xác định rằng một vụ sét đánh đã gây ra vụ nổ bình nhiên liệu ở cánh, dẫn đến rung và tách cánh.
- Vào ngày 27 tháng 3 năm 1977, vụ tai nạn thảm khốc nhất trong lịch sử ngành hàng không xảy ra khi chuyến bay 4805 của KLM đâm vào chuyến bay 1736 của Pan Am trong sương mù dày đặc tại sân bay Los Rodeos (nay là sân bay Bắc Tenerife) trên quần đảo Canaria của Tây Ban Nha. Thảm họa đã giết chết 583 người (335 trên Pan Am 1736 + tất cả 248 trên KLM 4805), chỉ 61 người trên Pan Am 1736 sống sót. Máy bay của Pan Am là chiếc 747 đầu tiên được đưa vào dịch vụ thương mại năm 1970.
- Chuyến bay 855 của Air India đã rơi xuống biển ngoài khơi bờ biển Mumbai, Ấn Độ vào tối ngày đầu năm mới 1978. Tất cả 190 hành khách và 23 phi hành đoàn đã thiệt mạng. Nguyên nhân là do thiếu nhận thức về tình huống từ phía cơ trưởng.

## Những năm 1980
- Chuyến bay 015 của Korean Air Lines trong chuyến bay từ Los Angeles, California, Hoa Kỳ đến Seoul, Hàn Quốc với một điểm dừng tại Anchorage, Alaska, đã rơi sau khi cố hạ cánh vào ngày 19 tháng 11 năm 1980. Trong số 226 người, 9 hành khách và 6 thành viên phi hành đoàn đã thiệt mạng.
- Chuyến bay 9 của British Airways hoạt động trong chuyến bay từ London, Anh đến Auckland, New Zealand với 5 điểm dừng tại Mumbai, Ấn Độ; Chennai, Ấn Độ; Kuala Lumpur, Malaysia; Perth và Melbourne, Úc. Khi bay qua núi lửa Galunggung đang phun trào gần Jakarta, cả bốn động cơ của chiếc 747 đều ngừng hoạt động. Các phi công đã cố gắng khởi động lại động cơ và may mắn thay, nhưng một động cơ đã ngừng hoạt động và hạ cánh khẩn cấp xuống sân bay quốc tế Halim Perdanakusuma mà không ai trong số 263 hành khách và phi hành đoàn bị thương.
- Vào ngày 4 tháng 8 năm 1983, chuyến bay 73 của Pan Am, một chiếc 747-100, lắp đặt đèn VASI khi cất cánh tại sân bay quốc tế Karachi, khiến thiết bị mũi bị sập về phía bên trái, dẫn đến phá hủy hoàn toàn VASI lắp đặt ánh sáng và thiệt hại cho hầm hàng phía trước, tầng của phần hạng nhất và cầu thang dẫn lên tầng trên. (Không nhầm lẫn với vụ cướp sau đó vào năm 1986, chuyến bay 73 của Pan Am).
- Chuyến bay 007 của Korean Air Lines, một chiếc 747-200B từ thành phố New York đến Seoul qua Alaska, đã bị chiếc máy bay đánh chặn Su-15 của Không quân Liên Xô bắn hạ ở gần đảo Moneron, phía tây đảo Sakhalin vào ngày 1 tháng 9 năm 1983, giết chết tất cả 269 hành khách và phi hành đoàn trên máy bay.
- Chuyến bay 011 của Avianca, một chiếc 747-200 bay từ Paris đến Bogotá qua Madrid, đã rơi xuống một sườn núi do lỗi điều hướng trong khi hạ cánh xuống sân bay quốc tế Madrid Barajas vào ngày 27 tháng 11 năm 1983, giết chết 181 trong số 192 người trên máy bay.
- Vào ngày 23 tháng 6 năm 1985, một quả bom đã phát nổ trên chuyến bay 182 của Air India, một chiếc 747-200B từ Montréal, Canada đến New Delhi, Ấn Độ, khiến chiếc 747 tách rời và rơi xuống bờ biển Tây Nam Ireland, giết chết toàn bộ 329 người trên máy bay. Trước vụ 11/9, vụ đánh bom Air India 182 là vụ tấn công khủng bố tồi tệ nhất liên quan đến một chiếc máy bay. Nó vẫn là "vụ giết người hàng loạt tồi tệ nhất trong lịch sử Canada".
- Chuyến bay 123 của Japan Airlines , một chiếc Boeing 747SR-46 bay từ Tokyo đến Osaka , Nhật Bản đã rơi xuống núi Takamagahara vào ngay 12 tháng 8 năm 1985 sau khi phần đuôi bị nổ trên không , vụ tai nạn đã giết chết 520 người trên máy bay, trở thành một trong những vụ tai nạn kinh hoàng nhất lịch sử hàng không, nguyên nhân của vụ tai nạn từ sự cố dập đuôi 7 năm trước đó và các kỹ sư của Boeing đã sửa chữa sai cách phần vách ngăn áp suất, gây ra sự cố , máy bay mất áp suất, hệ thống thủy lực bị phá hủy khiến nó mất kiểm soát và rơi ngay sau đó

- Chuyến bay 91 của Air France, một chiếc 747-200 đã trượt khỏi đường băng trong khi hạ cánh tại sân bay quốc tế Rio de Janeiro-Galeão, Brazil vào ngày 5 tháng 12 năm 1985. Không có trường hợp tử vong, nhưng chiếc 747 đã bị hư hỏng không thể sửa chữa.
- Chuyến bay 295 của South African Airways, một chiếc 747-200BSCD "Combi" trên chuyến bay từ Đài Bắc đến Johannesburg, đã rơi xuống đại dương ngoài khơi Mauritius vào ngày 28 tháng 11 năm 1987 sau khi một đám cháy bùng phát ở khoang hàng phía sau, làm hỏng hệ thống kiểm soát máy bay. Tất cả 159 người trên máy bay đã thiệt mạng.
- Vào ngày 21 tháng 12 năm 1988, một quả bom trong máy cassette ở khoang hành lý đã phát nổ trên chuyến bay 103 của Pan Am, một chiếc 747-100 từ Frankfurt, Đức đến Michigan, Hoa Kỳ với 2 điểm dừng ở London và New York. Chiếc 747-100 đã vỡ thành 4 mảnh trên không, các mảnh vỡ rơi xuống Lockerbie, Scotland làm thiệt mạng toàn bộ 259 người trên máy bay cùng 11 cư dân Lockerbie trên mặt đất. Một công dân Libya cuối cùng đã bị kết án tại một tòa án Scotland ở Hà Lan về tội giết người liên quan đến vụ đánh bom. Tai nạn này đã khiến hãng Pan Am làm ăn thua lỗ và cuối cùng phá sản vào ngày 4 tháng 12 năm 1991.
- Chuyến bay 66 của Flying Tiger Line, một chiếc 747-200F, đang bay bằng cách sử dụng đèn hiệu không định hướng (NDB) đáp xuống đường băng 33 tại sân bay Sultan Abdul Aziz Shah, Kuala Lumpur, Malaysia đã đâm vào một sườn đồi ở độ cao 600 ft (180 m) trên mực nước biển, dẫn đến cái chết của cả bốn người trên máy bay.

## Những năm 1990

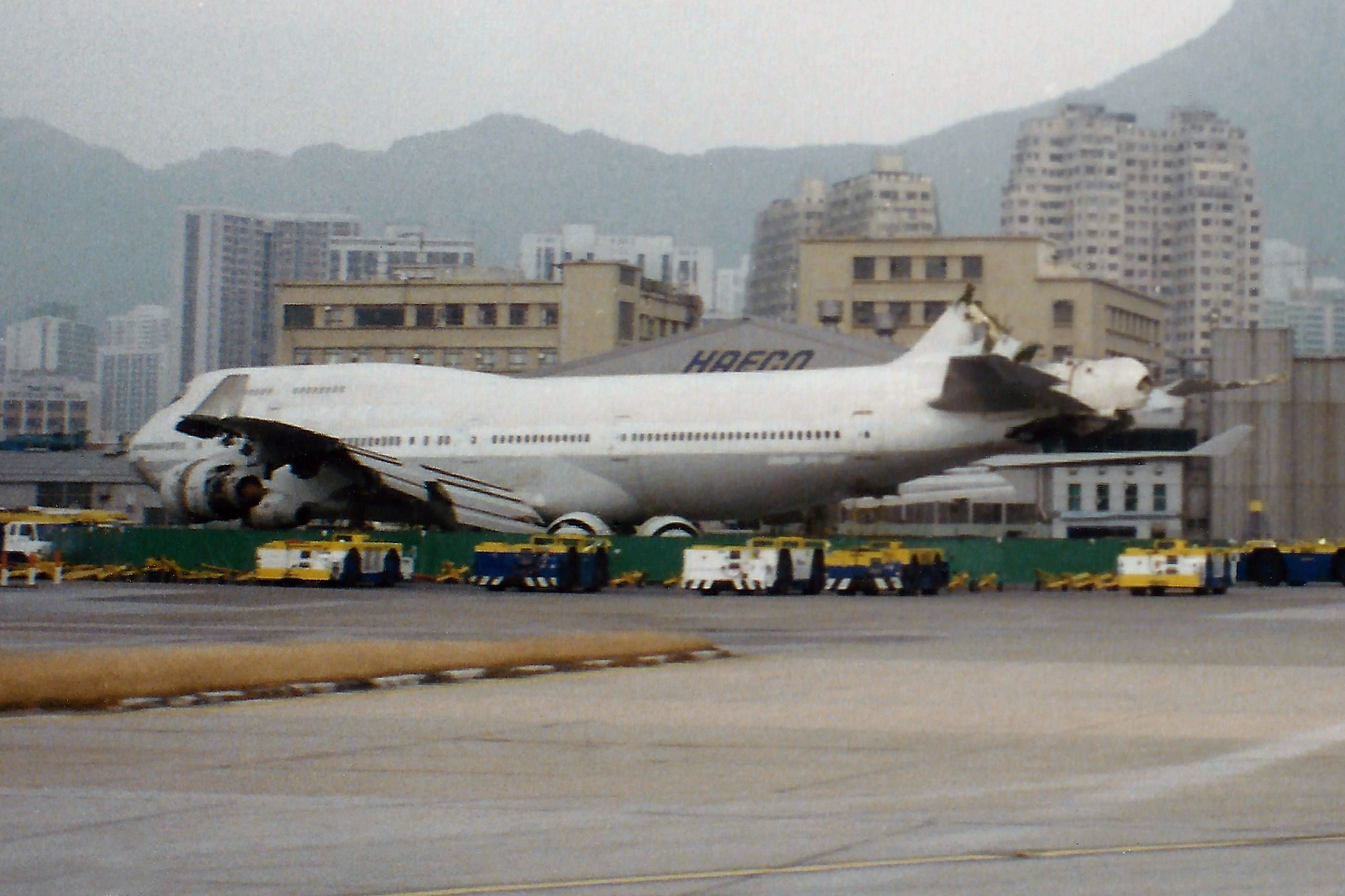
Chiếc 747-400 liên quan đến vụ tai nạn chuyến bay 605 của China Airlines tại sân bay Kai Tak, Hồng Kông sau vụ tai nạn.

- Chiếc 747-400 liên quan đến vụ tai nạn chuyến bay 605 của China Airlines tại sân bay Kai Tak, Hồng Kông sau vụ tai nạn.Chuyến bay 149 của British Airways, một chiếc 747-100 bay từ sân bay Heathrow ở London đến sân bay Sultan Abdul Aziz Shah, Kuala Lumpur với điểm dừng chân tại sân bay Quốc tế Kuwait và sân bay quốc tế Madras (nay là Chennai). Máy bay đã hạ cánh tại thành phố Kuwait vào ngày 1 tháng 8 năm 1990, 4 giờ sau khi Chiến tranh vùng Vịnh nổ ra. Toàn bộ 385 hành khách và phi hành đoàn đã bị lực lượng vũ trang Iraq bắt làm con tin; một người đã bị xử tử nhưng những người khác đã được thả ra. Chiếc máy bay sau đó đã bị nổ tung.
- Chuyến bay 358 của China Airlines, một chiếc 747-200F của China Airlines đã bị rơi ngay sau khi cất cánh từ sân bay quốc tế Tưởng Giới Thạch ở Đài Bắc, Đài Loan, giết chết tất cả năm phi hành đoàn, khi các động cơ số 3 và 4 bên cánh phải) tách khỏi máy bay (vụ tai nạn xảy ra chỉ chưa đầy 1 năm, trước vụ El Al 1862 ở Hà Lan).
- Chuyến bay 1862 của El Al đã bị rơi ngay sau khi cất cánh từ sân bay Amsterdam Schiphol sau khi cả hai động cơ bên phải bị rơi do mỏi kim loại và làm hỏng cánh phải, giết chết cả 3 thành viên phi hành đoàn, 1 hành khách trên máy bay và 39 người trên mặt đất.

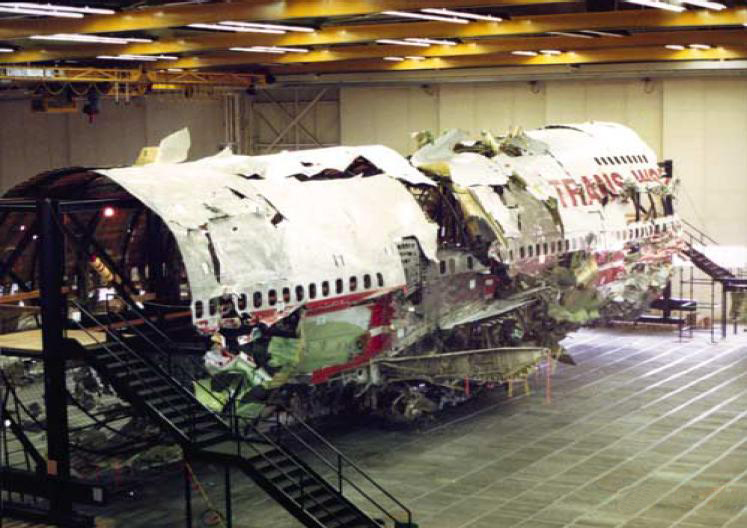
Mảnh vỡ chuyến bay 800 của TWA được dựng lại bởi NTSB, ảnh chụp vào ngày 20 tháng 5 năm 1997

- Mảnh vỡ chuyến bay 800 của TWA được dựng lại bởi NTSB, ảnh chụp vào ngày 20 tháng 5 năm 1997Chuyến bay 605 của China Airlines, một chiếc 747-400 hoàn toàn mới từ sân bay quốc tế Tưởng Giới Thạch ở Đài Loan đến sân bay Kai Tak, đã hạ cánh 2000 feet qua ngưỡng trên đường băng 13, với lực phanh không đủ. Không thể dừng lại trước khi chạy hết đường băng, cơ trưởng đã cho máy bay lao vào cảng Victoria. Tất cả 396 hành khách và thành viên phi hành đoàn đã được sơ tán thông qua bè cứu sinh. Vây dọc bị thổi bay bằng chất nổ, vì nó làm gián đoạn hoạt động của sân bay. Chiếc máy bay đã được trục vớt từ bến cảng ngày sau đó và đã bị xóa sổ.
- Chuyến bay 800 của TWA, một chiếc 747-100 đã phát nổ trong chuyến bay từ sân bay quốc tế John F. Kennedy ở New York, Hoa Kỳ, giết chết tất cả 230 người trên máy bay. Một tia lửa từ một dây trong thùng nhiên liệu trung tâm đã gây ra vụ nổ, mặc dù một số lý thuyết thay thế vẫn tồn tại. Những thay đổi trong quản lý bình nhiên liệu đã được thông qua sau vụ tai nạn.
- Vào ngày 12 tháng 11 năm 1996, chuyến bay 763 của Saudi Arabian Airlines, một chiếc 747-100B đã va chạm với chuyến bay 1907 của Kazakhstan Airlines, một chiếc Ilyushin Il-76TD, giữa không trung tại làng Charkri Dadri ở Haryana, Ấn Độ. Kết quả là làm chết tất cả 349 người trên cả hai máy bay, trở thành vụ va chạm giữa không trung chết chóc nhất trong lịch sử.
- Chuyến bay 801 của Korean Air, một chiếc 747-300, đã rơi xuống sườn đồi Nimitz khi đang tiếp cận sân bay quốc tế Antonio B. Won Pat trên đảo Guam vào ngày 6 tháng 8 năm 1997. Trong số 254 người trên máy bay, 26 người đã sống sót.
- Chuyến bay 8702 của Korean Air, một chiếc 747-400, đã chạy quá đường băng tại sân bay quốc tế Incheon, Hàn Quốc khi hạ cánh. Phần thân máy bay bị tách ra khiến 25 người bị thương, trong đó 12 người bị thương nặng.
- Chuyến bay 6745 của Air France, một chiếc 747-200F (số đăng ký F-GPAN) chở 66 tấn hàng hóa từ sân bay quốc tế Paris Charles de Gaulle ở Paris, Pháp đến sân bay quốc tế Madras ở Madras, Ấn Độ qua sân bay Karachi ở Pakistan, đã bị phá hủy sau khi hạ cánh với thiết bị mũi lên nhưng không có trường hợp tử vong.
- Chuyến bay 8509 của Korean Air Cargo, một chiếc 747-200F từ sân bay Stansted ở London, Anh đã bị rơi ngay sau khi cất cánh, giết chết tất cả bốn phi hành đoàn. Cơ trưởng của máy bay đã xử lý sai do chỉ dẫn sai lầm trên chỉ báo thái độ của ông.

## Những năm 2000
- Chuyến bay 006 của Singapore Airlines, một chiếc 747-400 bay từ sân bay quốc tế Changi Singapore ở Singapore đến sân bay quốc tế Los Angeles ở Los Angeles, California, Hoa Kỳ, dừng chân ở Đài Bắc đã đâm vào thiết bị xây dựng trong khi cố gắng cất cánh từ một đường băng đang đóng cửa để sửa chữa tại sân bay quốc tế Tưởng Giới Thạch (nay là sân bay quốc tế Đào Viên Đài Loan), giết chết 79 hành khách và 3 tiếp viên trên máy bay, 96 người sống sót. Đây là vụ tai nạn có tỷ lệ tử vong đầu tiên liên quan đến một chiếc 747-400
- Chuyến bay 3830 của Saudia, một chiếc 747-300, lăn xuống một mương thoát nước tại sân bay Kuala Lumpur, Malaysia gây ra thiệt hại nghiêm trọng cho phần mũi. Được biết, chiếc máy bay đã bị đánh thuế bởi một kỹ sư mặt đất. Động cơ 2 và 3, khi cố gắng rẽ, phanh và lái không có tác dụng và máy bay tiếp tục rơi xuống mương. Họ nói rằng các máy bơm thủy lực phụ trợ, được kích hoạt phanh và lái, đã bị tắt.
- Vào ngày 27 tháng 11 năm 2001, một chiếc 747-200F của MK Airlines đã bị rơi khoảng 700m so với đường băng gần sân bay quốc tế Port Harcourt ở Nigeria. Trong số 13 người trên máy bay, chỉ 1 người chết.
- Chuyến bay 611 của China Airlines, một chiếc 747-200B từ sân bay Quốc tế Tưởng Giới Thạch đến sân bay quốc tế Hồng Kông, đã bị vỡ giữa không trung 20 phút sau khi cất cánh và rơi xuống eo biển Đài Loan gần đảo Bành Hồ vào ngày 25 tháng 5 năm 2002, giết chết tất cả 225 người trên máy bay. Điều tra sau đó đã xác định nguyên nhân gây ra vết nứt mỏi kim loại do sửa chữa không đúng cách 22 năm trước đó.
- Chuyến bay 1602 của MK Airlines, một chiếc 747-200F, đã bị rơi khi đang cố cất cánh từ sân bay quốc tế Stanfield Halifax vào ngày 14 tháng 10 năm 2004, giết chết tất cả bảy người trên máy bay. Trọng lượng cất cánh của máy bay đã được tính toán không chính xác và nó chỉ bay trong một thời gian ngắn trước khi bị đình trệ ở cuối đường băng.
- Chuyến bay 444 của Tradewinds International Airlines, một chiếc 747-200F cất cánh từ sân bay Rionegro / Medellín-José María Córdova và chạy quá đường băng vào ngày 7 tháng 6 năm 2006. Chiếc máy bay bị hư hỏng không thể sửa chữa và loại bỏ.
- Vào ngày 25 tháng 5 năm 2008, một chiếc 747-200F của Kalitta Air đã bị hư hỏng khi nó chạy quá Đường băng 20 tại sân bay Brussels, Bỉ, khi đang trên đường đến sân bay quốc tế Bahrain, không có thương tích. Ngày 7 tháng 7 cùng năm, một chuyến bay 164 khác của Kalitta Air (cũng là một chiếc (747-200F) đã rơi xuống một cánh đồng nông trại gần ngôi làng nhỏ Madrid, Colombia ngay sau khi cất cánh từ sân bay quốc tế El Dorado. Lần này, các phi công đã báo cáo một vụ cháy động cơ và đang cố gắng quay lại sân bay. Một trong những động cơ của máy bay đã đâm vào một trang trại và giết chết 3 người bên trong trang trại.

## Những năm 2010
- Chuyến bay 6 của UPS Airlines, một chiếc 747-400F, đã bị rơi gần sân bay Quốc tế Dubai vào ngày 3 tháng 9 năm 2010, giết chết cả hai phi công. Vụ tai nạn được cho là do pin lithium-ion trong hầm hàng máy bay đã bốc cháy.
- Chuyến bay 991 của Asiana Airlines, một chiếc 747-400F, đã bốc cháy và rơi xuống biển gần đảo Jeju vào ngày 28 tháng 7 năm 2011, giết chết cả hai phi công.
- Chuyến bay 102 của National Airlines, một chiếc 747-400BCF, bị đình trệ và bị rơi ngay sau khi cất cánh từ sân bay Bagram ở Bagram, Afghanistan, giết chết tất cả bảy thành viên phi hành đoàn. Một video hành trình từ một chiếc xe ôtô đã quay lại được chuyến bay 102 bị rơi. [4]
- Vào ngày 22 tháng 12 năm 2013, cánh phải trên chuyến bay 34 của British Airways, một chiếc 747-400 (đăng ký G-BNLL), đã va chạm vào một tòa nhà tại sân bay quốc tế OR Tambo ở Johannesburg sau khi lỡ rẽ trên đường taxi. Cánh bị hư hại nghiêm trọng, nhưng không có thương tích nào giữa 189 hành khách và thành viên phi hành đoàn, mặc dù 4 người trên mặt đất bị thương. Chiếc 747 đã chính thức bị loại bỏ tháng 2 năm 2014.
- Vào ngày 19 tháng 3 năm 2015, một chiếc 747SP (đăng ký 7O-YMN) được sử dụng bởi hãng Yemenia, đã bị hư hại bởi tiếng súng từ quân đội trung thành với tổng thống bị phế truất Ali Abdullah Saleh. Những bức ảnh được công bố vài tháng sau đó cho thấy phần còn lại của chiếc 747SP sau khi bị đốt cháy.
- Chuyến bay 6491 của Turkish Airlines, một chiếc 747-400F do ACT Airlines khai thác trên đường bay từ Hồng Kông đến Istanbul qua Bishkek, rơi trong khi hạ cánh trong sương mù dày đặc tại sân bay Quốc tế Manas ở Bishkek, Kyrgyzstan và bốc cháy. 39 người chết (bao gồm cả bốn thành viên phi hành đoàn, cũng như 35 người của một ngôi làng tại địa điểm chiếc 747 gặp nạn).
- Chuyến bay 4854 của SkyLease Cargo, một chiếc 747-400F, đi quá đường băng khi hạ cánh tại sân bay quốc tế Halifax Stanfield. Chiếc máy bay chịu thiệt hại đáng kể và cả bốn phi hành đoàn đều sống sót với những vết thương nhẹ.